# Barbara Favola

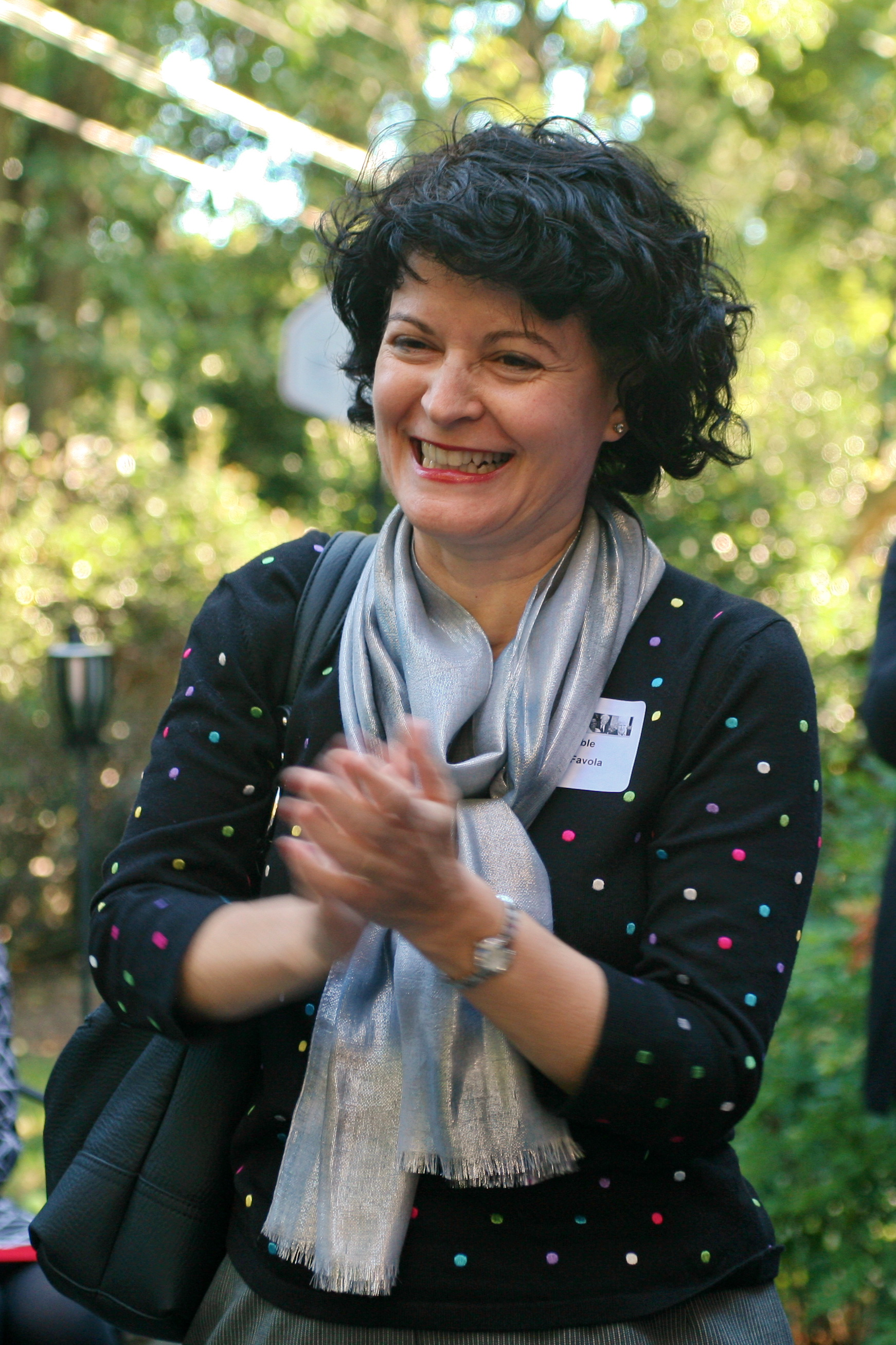
Barbara Favola (2010)

Barbara A. Favola (* 21. Juni 1955 in New London, Connecticut) ist eine US-amerikanische Politikerin (Demokratische Partei). Seit 2012 ist sie Senatorin im Senat von Virginia und vertritt dort den 31. Distrikt.

## Leben
Favola besuchte das St. Joseph College und erhielt dort 1977 einen Bachelor of Science (B.S.). Danach studierte sie an der New York University und schloss ihr Studium 1980 mit einem Master of Public Administration (M.P.A.) ab.
2011 wurde sie für den 31. Distrikt in den Senat von Virginia gewählt. Vor ihrer Wahl gehörte sie 14 Jahre dem Arlington County Board an.
Favola ist verheiratet und hat einen Sohn.